# Leviathan (boek)
Leviathan is het bekendste werk van Thomas Hobbes. De volledige titel luidt: Leviathan, or The Matter, Forme & Power of a Common-Wealth Ecclesiasticall and Civil. Het werd in 1651 gepubliceerd en heeft een grote invloed gehad op de politieke filosofie.

## Context
In Hobbes' tijd was er grote politieke onrust. Het werk werd geschreven tegen de achtergrond van de Engelse Burgeroorlog. Aan de belangrijkste thema's die in Leviathan aan de orde komen had hij al aandacht besteed in De Cive, maar in het licht van de recente ontwikkelingen werd datgene wat hij in Leviathan beschreef des te prangender. In die strijd werd koning Karel I geëxecuteerd.

## Algemene informatie over het werk
De titel van het werk is ontleend aan het zeemonster Leviatan, dat in het Oude Testament (Psalmen 74:13,14; Job 40; Jesaja 27:1) wordt beschreven; het gaat Hobbes om een wezen dat een enorme macht voorstelt. Deze rol ziet Hobbes ook voor de staat weggelegd. Hij benoemt de staat in hoofdstuk 17 van het werk aldus:
[...] The Multitude [...] united in one Person, is called a COMMON-WEALTH, in latine CIVITAS. This is the Generation of that great LEVIATHAN, or rather […] of that Mortall God, to which wee owe under the Immortall God, our peace and defence."
(De menigte die verenigd is als één persoon wordt staat genoemd, in het Latijn civitas. Dit is de totstandkoming van die machtige Leviathan, of liever van die sterfelijke god, waaraan we in het aanschijn van de onsterfelijke God, onze vrede en verdediging danken.)
Het boek valt uiteen in vier delen; in het eerste deel (hoofdstukken 1 t/m 16) beschrijft hij de mens, in het tweede deel (hoofdstukken 17 t/m 31) gaat het over de staat, in het derde (hoofdstukken 32 t/m 43) over een christelijke staat in het bijzonder en het vierde deel (hoofdstukken 44 t/m 47) over het koninkrijk van duisternis.

## Deel 1: Over de mens
In dit deel wordt de mens beschreven. Gezien het onderwerp van het werk gaat het daarbij om de positie van de mens in politiek opzicht, maar de analyse is algemeen. In de eerste hoofdstukken besteedt Hobbes aandacht aan de menselijke vermogens, zoals de rede, en geeft hij zijn (empiristische) visie op de manier waarop men kennis verwerft. Voor zijn politieke benadering zijn hoofdstukken 13 t/m 15 het belangrijkste. Hij zet uiteen waarin de motivatie van de mens ligt; het gaat steeds om een Good to himselfe (een voordeel voor zichzelf) (hoofdstuk 14; herhaald in hoofdstuk 15). Dit zal een belangrijk aspect blijken in de totstandkoming van de staat.
Hobbes stelt een aantal natuurwetten op. Hij definieert 'natuurwet' in het algemeen als 'een regel die men door de rede gewaarwordt waardoor het de mens verboden is om iets te doen wat zijn leven schade toebrengt of ervoor zorgt dat het niet kan voortduren en daarnaast om datgene achterwege te laten waardoor zijn leven optimaal kan worden beschermd' (hoofdstuk 14). Hobbes spreekt hier over 'verboden' (forbidden), maar hij geeft de natuurwetten een andere inhoud dan degenen die deze wetten verbinden met de ethiek. Omdat 'goed' en 'kwaad' steeds relatief zijn – deze begrippen hebben slechts betrekking op individuen (hoofdstuk 6) – en er geen hoogste goed (Summum bonum) bestaat (hoofdstuk 11), gaat het er Hobbes niet om vast te stellen wat als zodanig goed zou zijn, maar veeleer wat de mens op grond van een redelijke afweging moet doen. Het moeten heeft dus geen morele gevoelswaarde maar volgt uit de wenselijkheid van de gevolgen. 
De noodzaak om de natuurwetten op te stellen ligt in de aard van de mens. Mensen zijn van nature gelijk (uit gelijkheid volgt wantrouwen en uit wantrouwen oorlog)(hoofdstuk 13); zou het zo zijn dat een bepaald individu zo machtig was dat hij alle andere mensen zou kunnen overheersen, dan zou deze persoon op een natuurlijke manier de rest overheersen; dit blijkt in de praktijk niet het geval te zijn. Verder blijken mensen steeds in onenigheden te geraken doordat ze elkaar beconcurreren, onzeker zijn en uit zijn op roem. Op grond van de spanningen ontstaat in de natuurtoestand (status hominum naturalis) – wanneer er (nog) geen soeverein (heerser) is – een oorlog van allen tegen allen (bellum omnium in omnes, of een warre of every man against every man). Dat betekent niet dat men steeds daadwerkelijk strijd voert; Hobbes onderscheidt oorlog (warre) namelijk van strijd (battell): het gaat niet alleen om strijd, maar ook om de tijd waarin de wil om te strijden bekend is. In deze strijd gold wat Hobbes in zijn eerdere werk De Cive had genoemd homo homini lupus est (Latijn: 'de mens is voor andere mensen een wolf').
In deze situatie is er onzekerheid of men van datgene wat men produceert, of het nu gaat om culturele of industriële voortbrengselen, zelf de vruchten zal kunnen plukken – waaraan in deel 2 (hoofdstuk 24) de conclusie wordt verbonden dat in deze toestand zelfs geen sprake kan zijn van eigendom - waardoor men leeft in voortdurende vrees en het leven van de mens eenzaam, armzalig, ellendig, barbaars en kort is (solitary, poore, nasty, brutish, and short).
De natuurwetten zijn van belang om deze situatie op te heffen. Het gaat in totaal om 19 natuurwetten, beschreven in hoofdstukken 14 en 15 (op het einde van het boek, in A Review, and Conclusion, voegt Hobbes hier één natuurwet aan toe). De eerste en belangrijkste is dat een ieder steeds vrede nastreeft als dit verwacht kan worden, en oorlog voert als die vredesverwachting niet mogelijk is. Hieruit volgt de tweede natuurwet: men is ertoe bereid, als dat ook voor anderen geldt, om, in het belang van de vrede, al zijn rechten op te geven. Dit zal het scharnier blijken te zijn voor het tweede deel van het boek. Hobbes zegt dat men zijn rechten in dit geval opgeeft maar maakt een uitzondering voor het recht om het leven te behouden. Dat volgt uit zijn (hierboven genoemde) overweging dat men steeds op een voordeel voor zichzelf is gericht. Maar hij stelt ook (in deel 2, de hoofdstukken 21 en 27) dat geen enkele wet de mens kan verplichten om zijn verdediging op te geven.
De overige natuurwetten zijn gedetailleerde uitwerkingen bij deze twee eerste natuurwetten. Zo geeft de derde natuurwet aan dat men zijn afspraken moet nakomen, de zevende natuurwet dat men bij de overweging of men omwille van iets wraak moet nemen, zich niet laat leiden door het verleden maar door de gevolgen, en de twaalfde natuurwet dat men zaken die niet kunnen worden verdeeld (zoals in de huidige situatie zuurstof) gemeenschappelijk gebruikt.

## Deel 2: Over de staat
In dit deel gaat het om de fundering en organisatie van de staat. Hobbes knoopt aan bij zijn beschouwingen over het eigenbelang in deel 1 en geeft aan dat individuen zijn gericht op het bevorderen van het eigen bestaan en een tevreden leven, waarbij ze de natuurtoestand willen verlaten. Daarbij is een instantie nodig die er voor kan zorgen dat men zich aan de natuurwetten houdt. Deze zijn namelijk weliswaar door de rede te ontdekken, maar de mens is ook onderworpen aan natuurlijke aandoeningen, die hiermee in strijd zijn, zoals trots. Daarbij zijn de aandoeningen over het algemeen sterker dan de rede (hoofdstuk 19).
Deze instantie moet over werkelijke macht beschikken, want afspraken zonder macht om deze af te dwingen zijn slechts woorden en kunnen iemand in het geheel niet beschermen:
Covenants without the Sword, are but Words, and of no strength to secure a man at all (hoofdstuk 17)
Zoals uit de tweede natuurwet blijkt, geeft men zijn rechten op; dat houdt in dat er geen vrijheid overblijft, behalve die welke door de soeverein wordt toegestaan:
the Liberty of a Subject, lyeth [...] only in those things, which in regulating their actions, the Soveraign hath prætermitted (hoofdstuk 21)
Er is dan ook geen vrijheid van meningsuiting (hoofdstuk 18).
Staat een ieder zijn recht om zichzelf besturen af, dan komt de staat tot stand. Dit recht wordt afgestaan aan een persoon of een vereniging van personen; op dat moment ontstaat de relatie soeverein - onderdanen. Daarbij gaat het niet om de situatie dat de onderdanen in spe met de soeverein in spe een afspraak maken, zoals in de latere theorie van John Locke wel het geval is. Dat blijkt uit de manier waarop Hobbes de totstandkoming van een staat op grond van instelling beschrijft: een menigte spreekt af dat men aan een persoon of vereniging van personen het recht geeft om ze te vertegenwoordigen (hoofdstuk 18).
Er zijn drie mogelijkheden om een staat te organiseren: het kan gaan om een monarchie, een democratie of een aristocratie. Hobbes ziet deze als alternatieven, maar geeft de voorkeur aan een monarchie, omdat het persoonlijke en publieke belang daarin samenvallen en er geen onenigheid kan ontstaan, zoals wel kan gebeuren bij een vereniging van bestuurders (hoofdstuk 19).
Bij een staat door verwerving gaat het om het door middel van kracht verwerven van de macht (hoofdstuk 20). Dit kan gebeuren op grond van het ouderlijk gezag of op grond van verovering. Het gaat bij deze vormen van ontstaan van de staat om dezelfde rechten en gevolgen als bij de staat door instelling.
In de staat worden wetten opgesteld; Hobbes noemt deze civil laws (oorspronkelijke spelling: civill lawes). Het gaat dan niet alleen om burgerlijk recht, zoals de titel kan suggereren, maar om de wetten die door de staat worden opgesteld. Dat zegt Hobbes (hoofdstuk 26), maar het volgt ook uit de naam als men bedenkt (Hobbes merkt dit overigens ook zelf op) dat het gaat om wetgeving vanuit de civitas, het Latijnse woord voor commonwealth of staat (zie onder 'Algemene informatie over het werk'). Men is gebonden deze wetten te volgen op grond van het feit dat deze worden uitgevaardigd door een staat.
Alleen de soeverein is wetgever. Zelf is hij niet gebonden door de wetten van de staat, omdat het niet mogelijk is dat hij zich aan zichzelf zou binden. Het bestaan van gewoonterecht wordt door Hobbes niet verklaard uit het feit dat het al lange tijd bestaat, maar uit het feit dat de soeverein er kennelijk niets tegenin heeft gebracht (for Silence is sometimes an argument of Consent); ongeschreven gewoonten (Unwritten Customes) die niet in tegenspraak zijn met het natuurrecht zijn dan ook wetten. Van belang is verder dat natuurwetten (zie onder Deel 1) en civil laws dezelfde inhoud hebben:
The Law of Nature, and the Civill Law, contain each other, and are of equall extent. (hoofdstuk 26)
Hobbes spreekt hier over  'the' law of nature, maar omdat het ook om  'the' civil law (enkelvoud) gaat, is hier geen sprake van een bepaalde natuurwet, maar van de natuurwetten, of van het natuurrecht; de Engelse term law kan verscheidene betekenissen hebben.
Hobbes maakt een onderscheid tussen natuurlijke (Naturall) en positieve (Positive) wetten. Hij noemt de natuurlijke wetten ook morele (morall) wetten, maar verwijst daarbij naar het feit dat het gaat om het bewerkstelligen van vrede, zodat dit niet in de gebruikelijke morele zin moet worden begrepen (zie ook Deel 1). Omdat hij hierbij naar de beschouwingen in hoofdstukken 14 en 15 verwijst, kunnen de natuurlijke wetten met de natuurwetten vereenzelvigd worden, met dien verstande dat het bij de natuurlijke wetten expliciet gaat om de positieve gevolgen (vrede en eendracht), terwijl deze weliswaar uit de natuurwetten voortvloeien, maar hiermee niet intrinsiek verbonden zijn: het gaat het individu, als het de rede gebruikt, immers niet om deze gevolgen, maar slechts om zijn eigenbelang.
De positieve wetten zijn de wetten die door de soeverein tot stand zijn gebracht. Daarbij gaat het overigens niet alleen om de menselijke soeverein. Positieve wetten kunnen menselijk of goddelijk zijn. De goddelijke positieve wetten zijn door God aan een bepaald volk of aan bepaalde personen geopenbaard.
Het onderscheid tussen fundamentele en niet-fundamentele wetten, ten slotte, ligt hierin, dat het bestaan van een fundamentele wet noodzakelijk is voor het bestaan van een staat. Door een dergelijke wet worden de onderdanen gebonden, de macht van de soeverein te steunen. Een niet-fundamentele wet is een wet die niet in verband wordt gebracht met het voortbestaan van de staat. Als voorbeeld geeft Hobbes de wetten die geschillen tussen de onderdanen betreffen (het privaatrecht; hier gaat het dus, in tegenstelling tot hierboven, wél om burgerlijk recht).
Handelt men in strijd met de wet, dan is dat het gevolg van een gebrek aan begrip (onwetendheid; 'Ignorance') of van verkeerd redeneren (onjuiste mening; 'Erroneous opinion'), of van een aandoening. In een aantal gevallen kan onbekendheid met het recht verontschuldigd worden, maar niet als het gaat om onbekendheid met de soevereine macht; men moet immers weten door welke macht men wordt beschermd. Van belang is verder dat op grond van een wet die pas na een handeling is opgesteld geen straf kan worden opgelegd: als de handeling tegen het natuurrecht zou ingaan, zou men met de kwestie bekend zijn en als een positieve wet pas achteraf wordt opgesteld, heeft men deze niet kunnen kennen, waardoor deze niet bindend is:
No Law, made after a Fact done, can make it a Crime; because if the Fact be against the Law of Nature, the Law was before the Fact; and a Positive Law cannot be taken notice of, before it be made; and therefore cannot be Obligatory. (hoofdstuk 27).
Dit doet denken aan het beginsel Nullum crimen, nulla poena sine praevia lege poenali ('Er bestaat geen misdaad of straf zonder daaraan voorafgaande strafwet'), dat door Feuerbach (1775 – 1833) werd geponeerd, die Hobbes overigens bekritiseerde. Een goede wet is er een die niet onnodig is, in het belang is van het volk en duidelijk is.
De staat kan op een aantal manieren worden verzwakt (hoofdstuk 29). Dat kan onder meer gebeuren door een gebrek aan absolute macht en door de gedachte dat een ieder zelf mag bepalen wat goed en kwaad inhoudt, zoals dat in de natuurtoestand nog het geval is (zie Deel 1, hoofdstuk 6); in de staat bepaalt het recht daarentegen wat dit inhoudt. Ook kan men denken dat de soeverein onderworpen is aan de wetten van de staat (zie hoofdstuk 26)
Gods wetten moeten bekend zijn (hoofdstuk 31). Kent men deze wetten niet, dan zijn er twee risico's. Het is enerzijds mogelijk dat men een bevel krijgt van de menselijke soeverein en het opvolgen ervan tegen Gods geboden ingaat; anderzijds kan het zo zijn dat men God onnodig vreest en daardoor onnodig ongehoorzaam is tegenover de menselijke soeverein. God verkondigt Zijn wetten op drie manieren: door de voorschriften van de rede, door openbaring en door tegen een bepaalde persoon te spreken. Voor de openbaring zijn geen regels aan te wijzen. Voor de voorschriften van de rede geldt dat het natuurlijke koninkrijk Gods bepalend is; voor het spreken tegen bepaalde onderdanen (de joden) geldt het profetisch koninkrijk, dat alleen op deze onderdanen betrekking heeft.
Wat betreft het natuurlijk koninkrijk Gods is het recht waardoor God van nature over de mensen regeert bepalend; dat moet worden afgeleid van zijn onweerstaanbare macht (Irresistible Power). De goddelijke wetten vallen voor een deel samen met de natuurwetten die in hoofdstukken 14 en 15 zijn beschreven.

## Deel 3: Over een christelijke staat
Van belang is op welke manier men de dictaten van God moet opvatten. Het gaat dan onder andere om datgene wat Hij heeft uitgesproken, maar ook de ervaring en de rede spelen bij deze kwestie een rol (hoofdstuk 32). Het is dan de vraag hoe men de leerstellingen van het geloof te weten kan komen. Voor een ware profeet zijn er slechts twee kenmerken: hij leert het ware geloof en toont een wonder.
Van belang is waaraan de Bijbel zijn gezag ontleent; hoe kan men weten dat het om Gods woord gaat? Als God direct tot de persoon in kwestie spreekt, dan is dit duidelijk. Anders wordt het als God via iemand anders spreekt, aangezien het hier moeilijk is te bepalen of hier werkelijk sprake is van een goddelijke openbaring, zoals ook in Deuteronomium 18:21-22 wordt aangegeven. De enige mogelijkheid om dit vast te stellen, zou volgens Hobbes aan de hand van een wonder zijn. Aangezien er tegenwoordig echter vrijwel geen wonderen meer zijn, is er geen reden om iets anders aan te nemen dan de Bijbel.
De vraag waar de Bijbel zijn gezag aan ontleent is volgens Hobbes een twistpunt van de verschillende christelijke sekten. De vraag wordt dan ook welk gezag de wet vaststelt. Voor wat betreft de tien geboden stelt Hobbes dat de geboden van de tweede tafel natuurrecht betroffen die voor iedereen golden, maar dat de geboden van eerste tafel alleen golden voor de Israëlieten. Aangezien de Israëlieten de Sinaï niet mochten benaderen, konden zij niet weten dat dit Gods woord was. Dat zij dit daarna als wet accepteerden, was volgens Hobbes omdat zij zichzelf volgens Exodus 20:19 verplicht hadden Mozes te gehoorzamen. Alleen Mozes en daarna de Hogepriester konden dit bijzondere koninkrijk besturen. Aangezien zij burgerlijke heersers waren, was het vanaf dan de taak van burgerlijke heerser, de Leviathan, om de Bijbel om te zetten in wet.
Voor degenen aan wie God zich niet heeft geopenbaard, geldt dat ze de leerstukken van de Bijbel alleen hoeven te aanvaarden op grond van het gezag van degene die de feitelijke macht op aarde heeft: de menselijke soeverein (hoofdstuk 33). Hij geeft verderop in hoofdstuk 40 ook aan dat degenen tot wie God Zich niet direct heeft gericht de geboden van de soeverein moeten volgen en zo indirect God gehoorzamen en (in hoofdstuk 42) dat de soeverein degene is die (indirect) bepaalt hoe de Bijbel moet worden geïnterpreteerd, omdat hij de bepalingen omzet in wetten.
Hobbes constateert vervolgens wat het koninkrijk Gods inhoudt. Het gaat niet, zoals sommigen denken, om een metafoor, maar om een echt koninkrijk, a Kingdome properly so named (hoofdstuk 35). Daartoe interpreteert Hobbes het verdrag dat God met Abraham en Mozes sloot letterlijk. Het koninkrijk Gods is een staatskoninkrijk (Civill Kingdome), dat in eerste instantie tussen God en het joodse volk gold. Nadat het verbond verbroken was, werd het hersteld door Christus (hoofdstukken 35 en 41).
Hoofdstuk 39 is, afgezien van het eerste, het kortste hoofdstuk van het boek, maar wat Hobbes hierin zegt, is van belang om zijn opvatting over de verhouding tussen Kerk en staat te kunnen begrijpen. Een Kerk is een vereniging van mensen die het christelijk geloof uitdragen; verenigingen zijn echter alleen toegestaan op gezag van de menselijke soeverein. Zo is er geen algemene Kerk waaraan alle christenen gehoorzaamheid verschuldigd zijn, omdat er geen macht op aarde is waaraan alle andere staten onderworpen zijn:
[...] There is on Earth, no such universall Church as all Christians are bound to obey; because there is no power on Earth, to which all other Common-wealths are subject [...].
In dit leven is er slechts een tijdelijke regering. Daarbij moet er één regeerder zijn over Kerk en staat, omdat er anders een strijd volgt tussen deze twee organisaties en zelfs binnen individuen zelf, omdat ze dan moeten kiezen wie ze zullen gehoorzamen. Daarbij is van belang dat het koninkrijk van Christus pas het geval zal zijn als Hij teruggekeerd zal zijn (hoofdstuk 41). De geestelijken hebben geen wereldlijke macht (tenzij die hen expliciet is toebedeeld):
It is [...] manifest, that Christ hath not left to his Ministers in this world, unlesse they be also endued with Civill Authority, any authority to Command other men. (hoofdstuk 42).
Iets is dan ook pas onwettig als het tegen het recht van de staat ingaat, waarbij de Kerk geen bepalende rol speelt. Weliswaar hadden Mozes, Jozua, Ezra en de andere hogepriesters een machtspositie over de joden, maar dat gold op grond van hun gezag als soeverein: de geestelijke en wereldlijke macht vielen samen.
Deze benadering heeft uiteraard belangrijke gevolgen voor de positie van de paus. Ontstaat er een geschil tussen de soeverein en de paus, dan moet de soeverein gehoorzaamd worden door christenen. De macht van de paus is geestelijk en die van de soeverein wereldlijk, maar daaruit volgt niet dat de soeverein de paus moet gehoorzamen (hoofdstuk 42).
Hoofdstuk 43 behandelt de vraag wat benodigd is om in de hemel te komen. Het gaat om twee deugden: het geloof in Christus en de gehoorzaamheid aan de wetten. Gods wetten worden hier vereenzelvigd met de natuurwetten, waarvan de belangrijkste is dat men het geloof trouw blijft; dat wil zeggen dat men de soeverein gehoorzaamt. De enige noodzakelijke geloofsbepaling voor de zaligheid is dat Jezus de Christus is:
The (Unum Necessarium) Onely Article of Faith, which the Scripture maketh simply Necessary to Salvation, is this, that JESUS IS THE CHRIST.

## Deel 4: Over het koninkrijk van duisternis
In dit deel verwerkt Hobbes een aantal theologische opvattingen, zoals die over het vagevuur, dat volgens hem niet bestaat. Het gaat in dit deel over het koninkrijk van duisternis. Het gaat dan om de situatie waarin een aantal bedriegers onjuiste leerstellingen presenteren, met als doel de heerschappij te verwerven (hoofdstuk 44). Daarbij ligt het grootste misbruik van de Bijbel hierin, dat men probeert te bewijzen dat het koninkrijk Gods de bestaande Kerk is.
Ook hier relativeert Hobbes de macht van de paus. Op grond van de historische ontwikkelingen betoogt hij dat de paus geen bijzondere positie toekomt ten opzichte van de overige bisschoppen (hoofdstuk 45). Het pausdom is feitelijk een schamel restant van het Romeinse Rijk; de macht van de paus bestaat slechts bij gratie van het feit dat men vreest geëxcommuniceerd te zullen worden als men zich tegen hem verzet (hoofdstuk 47).
Vanuit de filosofie zijn eveneens gedachten geproduceerd die moeten worden bestreden. Hobbes verzet zich hierbij onder meer tegen Aristoteles, die hij ook elders bekritiseert. Het gaat daarbij onder meer om Aristoteles' metafysica, maar de gelegenheid wordt ook te baat genomen om nogmaals aan te geven dat de staat de maatstaf van goed en kwaad is (hoofdstuk 46).

## Uitgave
- Thomas Hobbes, Leviathan. Penguin Books, editie C.B. Macpherson, 1968.
- Leviathan is uitgegeven als deel 3 van The English works of Thomas Hobbes of Malmesbury, 1839 - 1845 (editie W. Molesworth), maar deze editie is niet consistent. Er wordt gewerkt aan een hernieuwde kritische uitgave.

## Nederlandse vertaling
- Thomas Hobbes, Leviathan, vertaling en aantekeningen van W.E. Krul, inleiding en bibliografie van B.A.G.M. Tromp, 1985. ISBN 9789060094297

## Voetnoten
1. ↑  Hobbes zegt: The Multitude so united in one Person...; het gaat om een zeer bepaalde manier waarop de staat ontstaat. Dit wordt hieronder (Deel 2) beschreven.
2. ↑  21 Misschien vraagt u zich af: Is er een manier om te bepalen of een profetie al dan niet van de HEER komt? 22 Die is er inderdaad: als een profeet zegt te spreken in de naam van de HEER, maar zijn woorden komen niet uit en er gebeurt niets, dan is dat geen profetie van de HEER geweest. Heb geen ontzag voor een profeet die zich dat aanmatigt. Deuteronomium 18:21-22, NBV
3. ↑  19 Ze zeiden tegen Mozes: ‘Spreekt u met ons, wij zullen naar u luisteren. Maar laat God niet met ons spreken, want dan sterven we.’ Exodus 20:19, NBV

- Bibliothèque nationale de France: cb119391676 (data)
- Gemeinsame Normdatei: 4231132-9
- Library of Congress Control Number: n84233406
- Nationale Bibliotheek van Israël: 987007588275605171
- Système universitaire de documentation: 027324931
- Virtual International Authority File: 180243883